# NGC 3660
NGC 3660 ist eine Balken-Spiralgalaxie vom Hubble-Typ SBbc im Sternbild Becher. Sie ist schätzungsweise 158 Millionen Lichtjahre von der Milchstraße entfernt.
Das Objekt wurde am 22. Februar 1787 von Wilhelm Herschel entdeckt.